# Chawarin Perdpiriyawong
Chawarin Perdpiriyawong (ชวรินทร์ เพริศพิริยะวงศ์, nascido em 25 de julho de 2001), apelidado de NuNew (นุนิว), é um ator e cantor tailandês.
Estreou-se como ator em 2022 na série de TV Cutie Pie, alcançando fama e sendo apelidado de "Filho da Nação" e "Pérola da Ásia".

## Juventude e educação
Perdpiriyawong é descendente de chineses. Devido ao trabalho dos pais, ele e seu irmão mais velho cresceram com os avós. Em 12 de outubro de 2023, ele se formou como bacharel em língua chinesa pela Faculdade de Humanidades da Universidade Kasetsart em Banguecoque.

## Carreira
Perdpiriyawong foi contatado pela primeira vez através do Facebook por um gerente que lhe perguntou se ele queria trabalhar na indústria do entretenimento. Embora nunca tivesse se interessado por isso, ele pediu conselhos aos pais e decidiu tentar. Quando um projeto de atuação subsequente fracassou, ele assinou com Domundi e estrelou o reality show DMD Reality em 2021. Ele estreou em 2022 em Cutie Pie, interpretando Kuea Keerati ao lado de Pruk Panich: o sucesso da série de romance BL levou-o ao estrelato da noite para o dia, tanto na Tailândia quanto no exterior, e a Howe Magazine o incluiu na lista das 50 pessoas mais influentes do ano. Ele reprisou seu papel em 2023 tanto na sequência Cutie Pie 2 You quanto no spin-off Naughty Babe. Nesse ínterim, Perdpiriyawong estrelou a série Mission Fan-Possible e o filme After Sundown.
Além de atuar, Perdpiriyawong seguiu a carreira de cantor: depois de emprestar sua voz para a trilha sonora de Cutie Pie, em setembro de 2022 cantou "True Love" para a série tailandesa To Sir, With Love, escrevendo as letras em chinês. Em seu aniversário de 21 anos, ele realizou o encontro de fãs/concerto NuNew Magic Day, se apresentando para 3.000 fãs. Em julho de 2023, ele lançou seu primeiro single intitulado "Anything", ficando em 12º lugar na parada mundial de vendas de músicas digitais da Billboard Global. Em 30 de setembro e 1 de outubro de 2023, Perdpiriyawong e Pruk Panich realizaram um concerto conjunto com ingressos esgotados no Thunder Dome, Muang Thong Thani: ambos os shows foram acompanhados por 4.000 pessoas no local e mais de 15.000 online. Nos dias 4 e 5 de novembro, ele se apresentou no Peck-Aof-Ice InFriendnity Concert como convidado especial.

## Filmografia

### Cinema
| Ano  | Título        | Personagem                 | Notas |
| ---- | ------------- | -------------------------- | ----- |
| 2023 | After Sundown | Rawi" Saengrawi Raemsawang |       |

### Séries de televisão
| Ano  | Título               | Personagem   | Notas           |
| ---- | -------------------- | ------------ | --------------- |
| 2022 | Cutie Pie            | Kuea Keerati |                 |
| 2022 | War of Y             | Ele mesmo    | Papel convidado |
| 2023 | Cutie Pie 2 You      | Kuea Keerati |                 |
| 2023 | Mission Fan-Possible | Nanai        |                 |
| 2023 | Naughty Babe         | Kuea Keerati |                 |
| 2025 | The Next Prince      | Khanin       |                 |

## Discografia

### Singles
| Título                                                             | Ano                    | Álbum                  |                        |                        |                        |
| Como artista principal                                             | Como artista principal | Como artista principal | Como artista principal | Como artista principal | Como artista principal |
| ------------------------------------------------------------------ | ---------------------- | ---------------------- | ---------------------- | ---------------------- | ---------------------- |
| "Anything" (หมอนอิง)                                                | 2023                   | Singles sem álbum      |                        |                        |                        |
| "Eh!" (เอ๊ะ!) (feat. Tan Lipta)                                     | 2023                   | Singles sem álbum      |                        |                        |                        |
| Colaborações                                                       |                        |                        |                        |                        |                        |
| "Tidtidid" (ติดเธอ) (com Zee Pruk)                                  | 2023                   | Singles sem álbum      |                        |                        |                        |
| Aparições na trilha sonora                                         |                        |                        |                        |                        |                        |
| "My Cutie Pie" (ไอ้คนน่ารัก)                                          | 2022                   | Cutie Pie OST          |                        |                        |                        |
| "How You Feel"                                                     | 2022                   | Cutie Pie OST          |                        |                        |                        |
| "Be Yours" (ให้ฉันเป็นของเธอ)                                         | 2022                   | Cutie Pie OST          |                        |                        |                        |
| "Will You Still Love Me" (จะรักฉันอยู่ไหม)                             | 2022                   | Cutie Pie OST          |                        |                        |                        |
| "Baby Boo" (ที่รักที่รัก) (com Zee Pruk)                                 | 2022                   | Cutie Pie OST          |                        |                        |                        |
| "True Love" (รักแท้)                                                 | 2022                   | To Sir, With Love OST  |                        |                        |                        |
| "True Love (Chinese Version)" (真爱)                               | 2022                   | To Sir, With Love OST  |                        |                        |                        |
| "Love is Love" (รักก็รักดิ) (com Zee Pruk)                             | 2023                   | Cutie Pie 2 You OST    |                        |                        |                        |
| "I Feel Your Love"                                                 | 2023                   | Cutie Pie 2 You OST    |                        |                        |                        |
| "It's You" (คือเธอ) (com Zee Pruk)                                  | 2023                   | Cutie Pie 2 You OST    |                        |                        |                        |
| "My Cutie Pie (Inter Version)" (ไอ้คนน่ารัก)                          | 2023                   | Cutie Pie 2 You OST    |                        |                        |                        |
| "Destiny" (แสงรวี) (com Zee Pruk)                                   | 2023                   | After Sundown OST      |                        |                        |                        |
| "No Matter How Much It Hurts, I Still Love You" (เจ็บแค่ไหนก็ยังรักเธอ) | 2023                   | Love in a Cage OST     |                        |                        |                        |
| "Forget About Us" (กลับไปไม่รู้จักกัน)                                   | 2023                   | Absolute Zero OST      |                        |                        |                        |

## Prêmios e indicações
| Associações                      | Ano  | Categoria                                                | Nomeações                       | Resultado |
| -------------------------------- | ---- | -------------------------------------------------------- | ------------------------------- | --------- |
| Feed Y Capital Awards            | 2022 | Prêmio Y de Ator do Ano                                  | Chawarin Perdpiriyawong         | Venceu    |
| Feed Y Capital Awards            | 2023 | Prêmio de Melhor Casal (com Pruk Panich)                 | Cutie Pie                       | Indicados |
| Heavenly Awards                  | 2023 | Prêmio de Melhor Casal (com Pruk Panich)                 | Cutie Pie                       | Venceram  |
| Howe Awards                      | 2022 | Prêmio de Melhor Casal (com Pruk Panich)                 | Cutie Pie                       | Venceram  |
| Howe Awards                      | 2023 | Prêmio de Melhor Casal (com Pruk Panich)                 | Cutie Pie                       | Indicados |
| Kazz Awards                      | 2022 | Estrela Brilhante do Ano                                 | Chawarin Perdpiriyawong         | Venceu    |
| Kazz Awards                      | 2022 | Artista Mais Quente                                      | Chawarin Perdpiriyawong         | Venceu    |
| Kazz Awards                      | 2023 | Casal do Ano (com Pruk Panich)                           | Cutie Pie                       | Indicados |
| Kazz Awards                      | 2023 | Prêmio Artista Masculino Popular                         | Chawarin Perdpiriyawong         | Venceu    |
| Kazz Awards                      | 2023 | Prêmio Popular Adolescente Masculino                     | Chawarin Perdpiriyawong         | Venceu    |
| Kom Chad Luek Awards             | 2023 | O Cantor Tailandês Internacional Mais Popular            | Chawarin Perdpiriyawong         | Indicado  |
| Kom Chad Luek Awards             | 2023 | O Casal Y Mais Popular (com Pruk Panich)                 | Cutie Pie                       | Indicados |
| Line Melody Music Chart          | 2023 | Prêmio Top 5 Line Melody (Julho)                         | "Anything"                      | 3º lugar  |
| Line Melody Music Chart          | 2023 | Prêmio Black Melody (Julho)                              | "Anything"                      | Venceu    |
| Line Melody Music Awards         | 2023 | Melodia do Ano                                           | "True Love" (To Sir, With Love) | Indicado  |
| Manimekhala Awards               | 2022 | Prêmio Casal Y de Destaque (com Pruk Panich)             | Cutie Pie                       | Venceram  |
| Manimekhala Awards               | 2022 | Excelente Nova Estrela – Série Y                         | Chawarin Perdpiriyawong         | Venceu    |
| Maya TV Awards                   | 2023 | Prêmio Estrela em Ascensão Masculina do Ano              | Chawarin Perdpiriyawong         | Venceu    |
| Maya TV Awards                   | 2023 | Prêmio de Melhor Casal do Ano (com Pruk Panich)          | Cutie Pie                       | Indicados |
| Maya TV Awards                   | 2023 | Melhor Trilha Sonora Original                            | "My Cutie Pie" (Cutie Pie)      | Indicado  |
| Maya TV Awards                   | 2023 | Melhor Trilha Sonora Original                            | "True Love" (To Sir, With Love) | Indicado  |
| Maya TV Awards                   | 2023 | Prêmio de Popularidade Maia                              | Chawarin Perdpiriyawong         | Indicado  |
| MChoice Mint Awards              | 2022 | Recruta do Ano                                           | Chawarin Perdpiriyawong         | Venceu    |
| MChoice Mint Awards              | 2023 | Melhor Capa do Ano (com Pruk Panich)                     |                                 | Venceram  |
| Mellow Pop                       | 2022 | Melhores Músicas do Mês (Setembro)                       | "Baby Boo"                      | Venceu    |
| Nataraj Awards                   | 2023 | Melhor Trilha Sonora                                     | "True Love" (To Sir, With Love) | Venceu    |
| Nine Entertain Awards            | 2023 | Favorito dos Fãs (com Pruk Panich)                       | Cutie Pie                       | Indicados |
| Sanook Top of the Year Awards    | 2022 | Casal Shippado do Ano                                    | Cutie Pie                       | Venceu    |
| Sanook Top of the Year Awards    | 2022 | Estrela Masculina em Ascensão do Ano                     | Chawarin Perdpiriyawong         | Venceu    |
| Seoul Music Awards               | 2024 | Prêmio de Melhor Artista Tailandês (com Pruk Panich)     |                                 | Venceu    |
| Sudsapda Y Awards                | 2022 | A Dupla de Estrelas em Ascensão do Ano (com Pruk Panich) | Cutie Pie                       | Venceu    |
| Sudsapda Y Awards                | 2022 | Ator do Ano                                              | Chawarin Perdpiriyawong         | Venceu    |
| Sudsapda Y Awards                | 2022 | Estrela Favorita da Mídia Social                         | Chawarin Perdpiriyawong         | Indicado  |
| T-Pop of the Year Music Awards   | 2022 | Melhor Música do Ano (OST)                               | "True Love" (To Sir, With Love) | Venceu    |
| Thailand Box Office Movie Awards | 2023 | Ator do Ano                                              | After Sundown                   | Indicado  |
| Thailand Master Youth            | 2023 | Ator Favorito da Juventude                               | Chawarin Perdpiriyawong         | Venceu    |
| YUniverse Awards                 | 2022 | Melhor Casal (com Pruk Panich)                           | Cutie Pie                       | Indicados |
| YUniverse Awards                 | 2022 | Melhor Ator Principal                                    | Chawarin Perdpiriyawong         | Venceu    |
| YUniverse Awards                 | 2022 | Melhores Fofos                                           | Chawarin Perdpiriyawong         | Indicados |
| YUniverse Awards                 | 2022 | Melhor OST para uma Série Y                              | "My Cutie Pie" por NuNew        | Venceu    |
| YUniverse Awards                 | 2022 | Estrela Icônica Y                                        | Chawarin Perdpiriyawong         | Venceu    |
| YUniverse Awards                 | 2023 | Melhor Papel Principal                                   | Chawarin Perdpiriyawong         | Indicado  |
| YUniverse Awards                 | 2023 | Melhores Dofos                                           | Chawarin Perdpiriyawong         | Venceu    |
| YUniverse Awards                 | 2023 | Estrela Icônica Y                                        | Chawarin Perdpiriyawong         | Indicado  |
| YUniverse Awards                 | 2023 | Melhor Casal (com Pruk Panich)                           | Cutie Pie                       | Indicados |
| YUniverse Awards                 | 2023 | Melhor Parceiro                                          | Cutie Pie                       | Venceram  |